# Crotale
Crotale je francouzský protiletadlový raketový komplet krátkého dosahu, schopný za každého počasí napadat nízkoletící letadla, vrtulníky, či protizemní a protilodní střely. Existuje v pozemní a námořní verzi. Komplet vyvinula francouzská společnost Thomson-Houston (později Thomson CSF a Thales) na objednávku Jihoafrické republiky. V JAR byl pojmenován Cactus. Systém zanedlouho do své výzbroje zařadila i francouzská armáda. Systém byl exportován do řady dalších zemí. V Čínské lidové republice vznikla jeho nelicenční kopie HQ-7. Na přelomu 80. a 90. byla vyvinuta jeho nová generace Crotale NG a později Crotale Mk.3.

## Historie

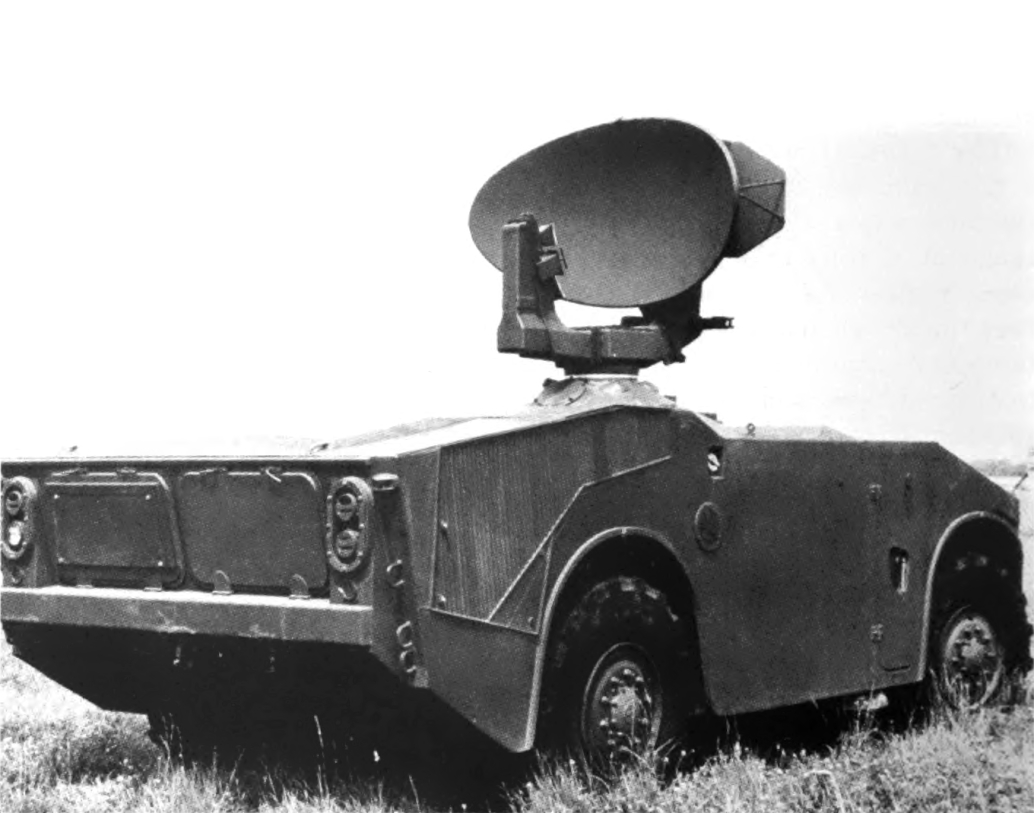
Vozidlo pro vyhledávání cílů a řízení palby ACU základní verze systému Crotale

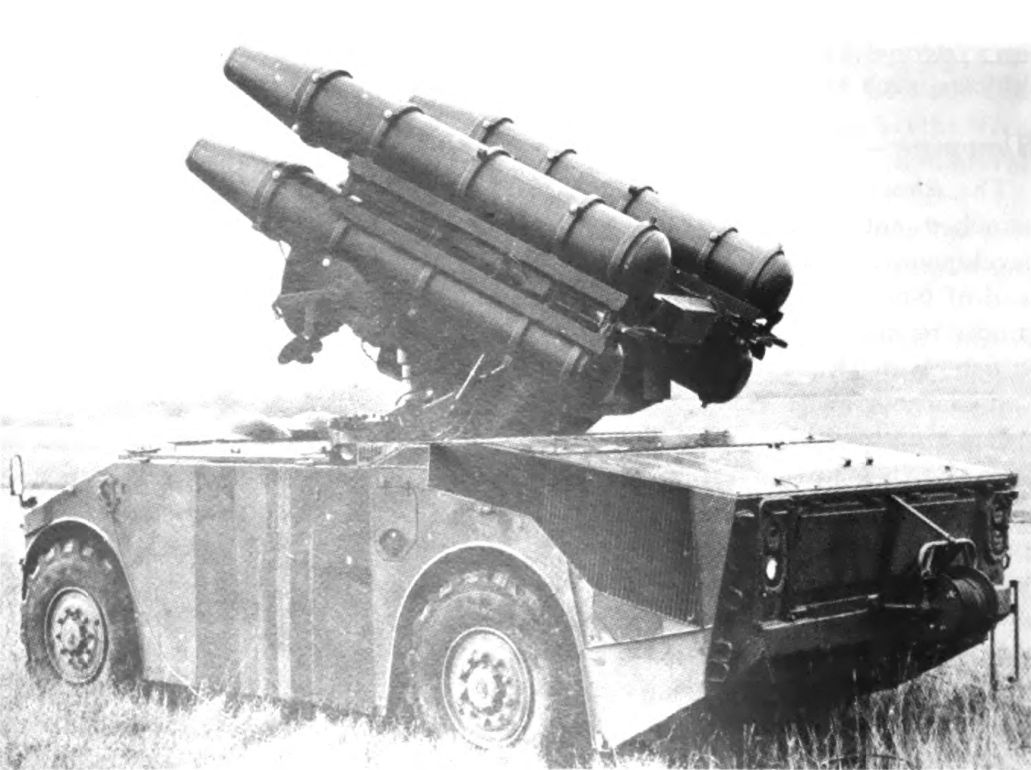
Palebné vozidlo systému Crotale

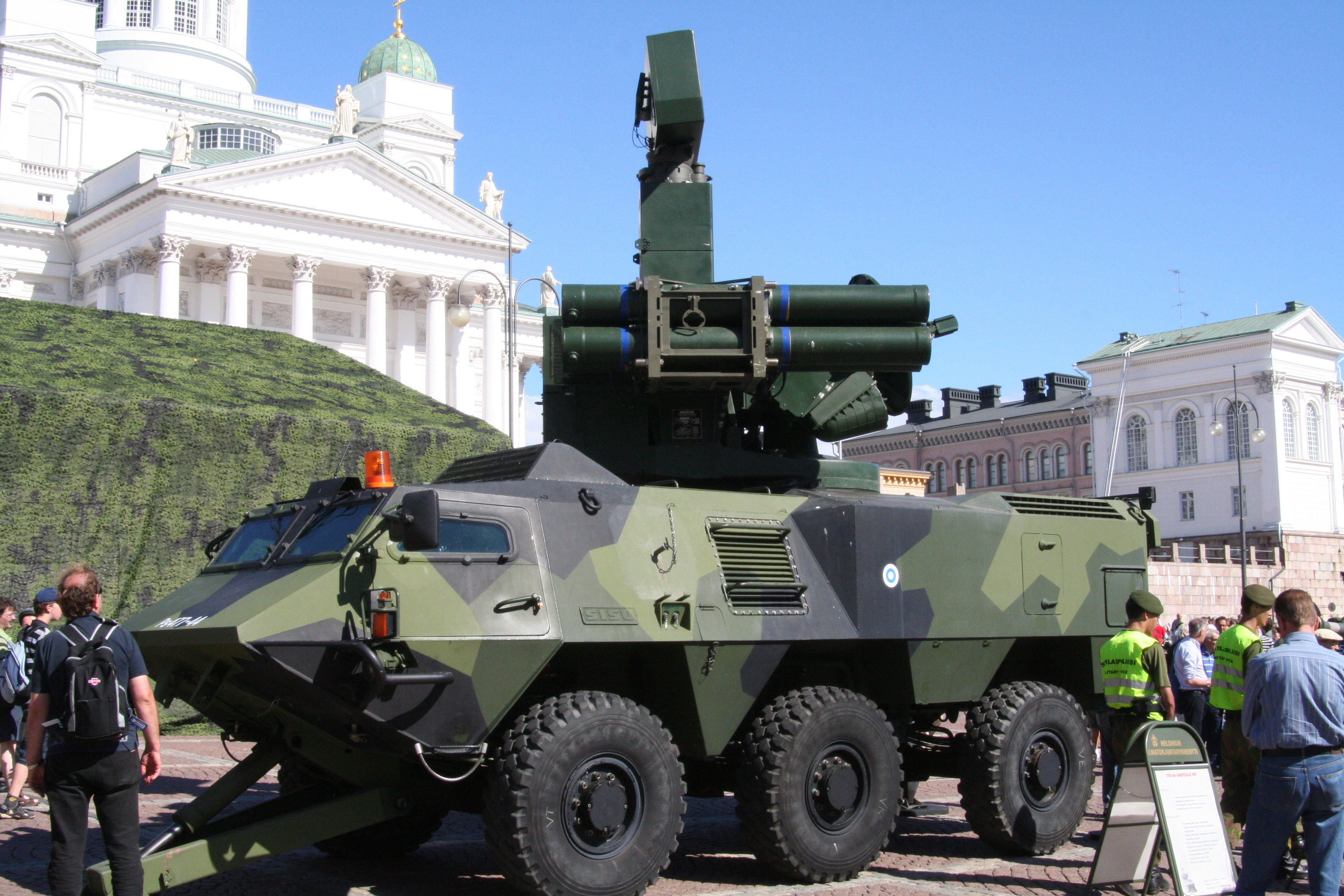
Odpalovací zařízení raket Crotale NG na finském obrněném transportéru Sisu XA-180

Vývoj samohybného protiletadlového systému účinného za každého počasí jihoafrická vláda objednala v červenci 1964 u francouzské společnosti Thomson-Houston. Francie tak zastoupila Velkou Británii, která byla JAR oslovena jako první, ale zdráhala se vývoj zajistit. V roce 1967 proběhly zkušební střelby a v roce 1971 byl systém přijat do služby pod označením Cactus.
Komplet Cactus byl testován také ve Francii. Prvních dvacet čet objednalo francouzské letectvo, aby jimi chránilo své základny. Objednávka byla splněna do roku 1978. Francouzské námořnictvo navíc námořní verzí systému vybavilo tři torpédoborce třídy Tourville. Výrobce dále vyvinul kontejnerizovanou variantu systému Crotale 1000. Roku 1973 byla zavedena vylepšená verze Crotale 2000, roku 1978 verze Crotale 3000, později verze Crotale 4000 a konečně roku 1985 verze Crotale 5000. V roce 1975 systém objednala rovněž Saúdská Arábie. Její derivát kompletu Shahine byl umístěn na podvozek tanku AMX-30. Roku 1984 země objednala modernizovanou verzi Shahine 2. Základní verzi systému Crotale objednaly i další státy, například Bahrajn, Egypt, Libye a Pákistán.
K největším zahraničním uživatelem střely patří Čínská lidová republika, která vyrábí bezlicenční kopii systému Crotale označenou HQ-7 a celou řadu jeho derivátů. Pozemní verzi systému používají jak čínská armáda, tak letectvo, přičemž námořní verzí systému jsou vybaveny torpédoborce typu 052, typu 051B a fregaty typu 053H3 a typu 054.
Přibližně s dvacetiletým odstupem začaly práce na nové generaci systému Crotale NG, která by využila pokročilejší technologie a umožnila obranu proti novým hrozbám (například ruské letouny Suchoj Su-24 schopné nízkého letu v režimu kopírování terénu). Vývoj systému byl zahájen v souvislosti s modernizačním programem americké armády Line of Sight-Forward Heavy (LOS-F-H) na nový systém protivzdušné obrany s vysokou průchodností. Navržený komplet LTV Liberty využíval podvozek tanku M1 Abrams. V soutěži jej poradil systém ADATS. V letech 1986–1989 americká firma LTV Missiles pro Thomson-CSF vyvinula výkonnější střelu VT-1, která bylo integrována do zcela nové věže, která již obsahovala i všechny senzory. Nová generace systému Crotale NG tedy potřebovala již jen jedno vozidlo. Prototyp byl dokončen roku 1988 a ostré střelby byly zahájeny roku 1990.
Komplet Crotale NG jako první roku 1988 objednalo Finsko. Celkem převzalo dvacet kompletů umístěných na podvozku 6×6 kolového obrněného transportéru Sisu Pasi. Výroba kompletů Crotale NG byla zahájena roku 1990. Roku 1991 francouzské letectvo objednalo dvanáct kompletů kontejnerizované verze jako náhradu za původní systémy Crotale. Opět jej využilo při ochraně základen. V roce 1999 Řecko objednalo jedenáct systémů Crotale NG. Další objednala Saúdská Arábie a Omán.
V roce 2000 společnost Thales začala spolupracovat s jihokorejskou Samsung na vývoji jihokorejského protiletadlového raketového kompletu K-SAM Pegasus (Chun Ma). Celkem bylo vyrobeno 114 kompletů K-SAM.
Nejnovější generaci systému představuje verze Crotale Mk.3. Jeho zkoušky byly zahájeny roku 2007. Systém má nový radar a dosah prodloužený na 16 km.

## Konstrukce

### Cactus/Crotale

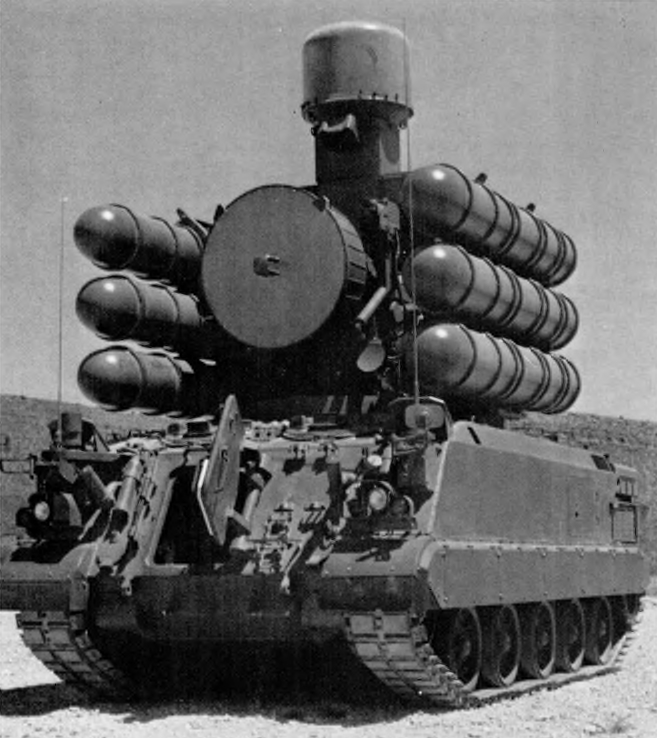
Komplet LTV Liberty neúspěšně nabídnutý americké armádě využíval podvozek tanku M1 Abrams. Kromě řízených střel byl vyzbrojen i dvěma 25mm kanóny.

Dobové technologie neumožnily takovou miniaturizaci systému, takže musel být rozdělen na dvě části. Četa kompletu Cactus/Crotale využívala tři vozidla Hotchkiss P4R. Vozidlo pro vyhledávání cílů a řízení palby ACU (Acquisition and Coordination Unit) neslo pro vyhledávání cílů za každého počasí dopplerovský 2D radar Mirador IV, pracující v pásmu E. Nízkoletící cíle detekoval na vzdálenost 18,5 km. S vozidlem ACU spolupracovala dvě palebná vozidla nesoucí střelecký monopulzní radiolokátor THD 5000, naváděcí zařízení Thomson Stresa a čtyřnásobné odpalovací zařízení s řízenými střelami R.440. Na jeden cíl mohly být naváděny až dvě střely. Protože vozidla musela být propojena kabely, systém neumožňoval palbu za jízdy. Zaujmutí palebné polohy trvalo přibližně pět minut. Náhradní střely přepravovalo nákladní vozidlo vybavené jeřábem. Střela R.440 měla hmotnost 84 kg (včetně kontejneru 100 kg), délku 289 cm a průměr 15 cm. V rámci modernizací byla střela roku 1985 vybavena novým přibližovacím zapalovačem Thomson-CSF FPE a roku 1987 byla zavedena tříštivá hlavice TDA s řízenou fragmentací.

### Shanine
Derivát systému Crotale pro Saúdskou Arábii. Systém byl stále rozdělen na dvě vozidla, avšak využíval podvozku tanku AMX-30. Palebné vozidlo neslo šest střel vylepšené verze R.460.

### Crotale CN

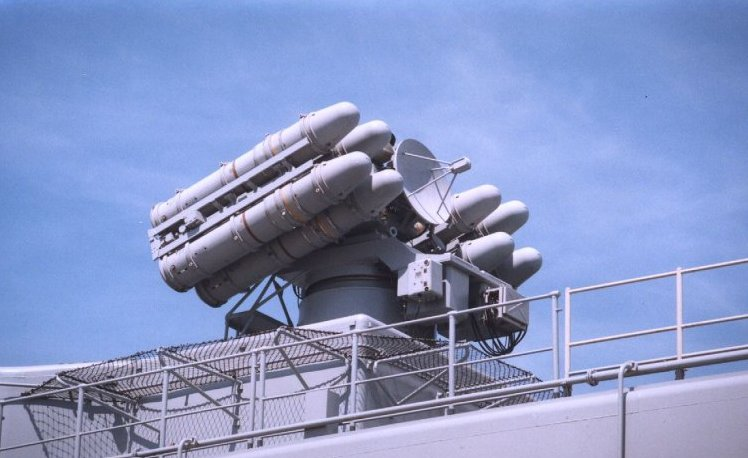
Věž systému Crotale CN na palubě torpédoborce Tourville (D610) stejnojmenné třídy

Základním prvkem námořní verze Crotale CN je otočná věž nesoucí naváděcí radar a osm řízených střel. Systém k detekci cílů využívá senzorů mateřské lodě. Plavidla obvykle nesou osmnáct záložních raket.

### Crotale NG
Unitární systém obsahující senzory i odpalovací zařízení. Využívá novou střelu VT-1.

### Crotale Mk.3
Komplet je vybaven přehledovým radiolokátorem Shikra, odvozeným od nizozemského námořního 3D radaru SMART-S Mk.2.

## Varianty
- Cactus – Základní verze pro Jihoafrickou republiku.[1]
- Crotale 1000 – Francouzské označení systému Cactus.[1]
- Crotale 2000 – Vylepšená verze systému pro francouzské letectvo.[1]
- Crotale CN – Námořní verze kompletu.
- Crotale NG – Základní verze se střelou VT-1.
- ItO 90 – Finská verze systému Crotale NG na podvozku obrněného transportéru Sisu Pasi (XA-180).[5]
- HQ-7 – Bezlicenční čínská kopie systému.
- K-SAM Pegasus – Jihokorejská verze systému.
- Liberty Forward Area Air Defense System – Verze neúspěšně nabídnutá americké armádě.
- Shahine – Derivát systému pro Saúdskou Arábii.[1]

## Uživatelé

### Současní
- Bahrajn

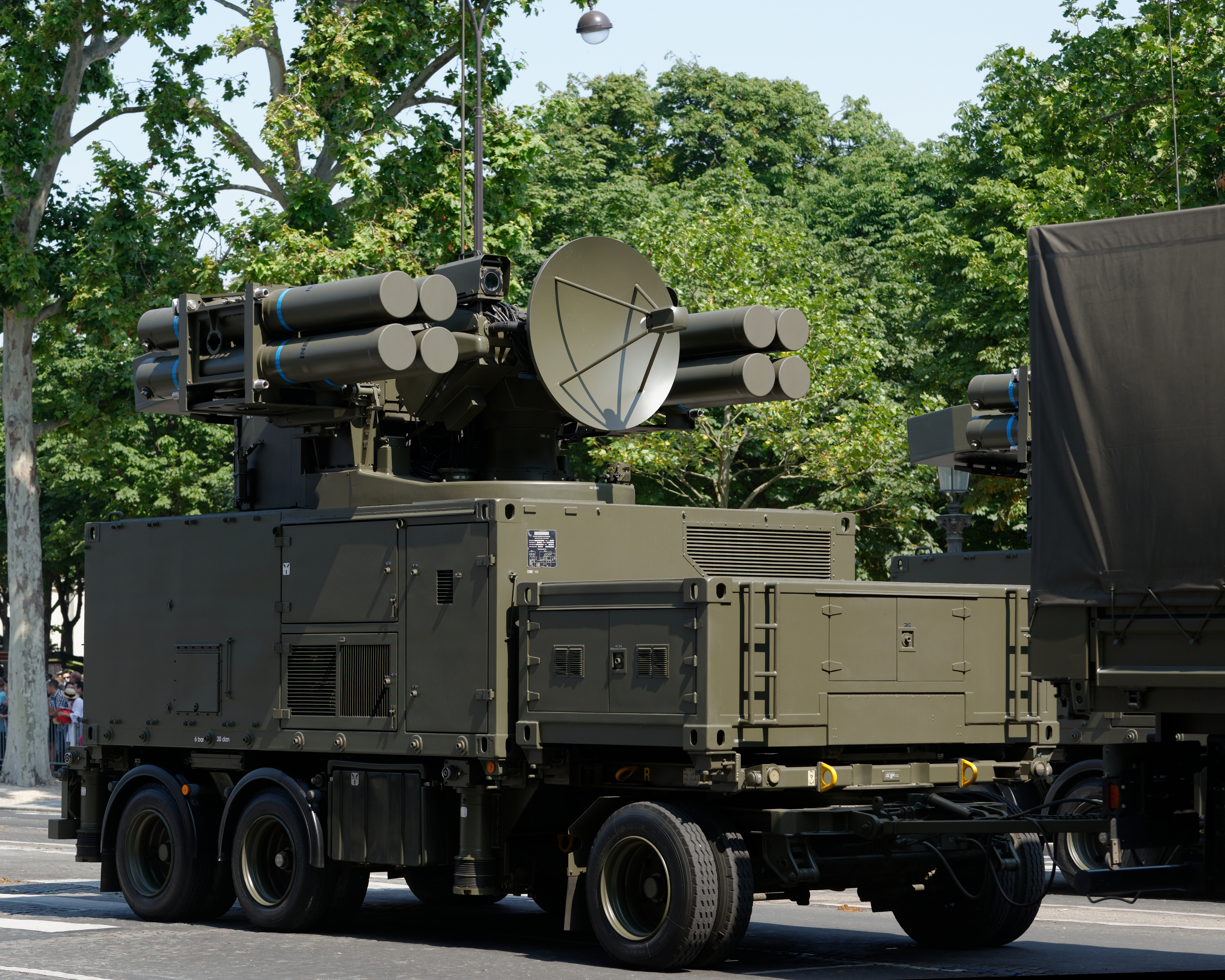
Systém Crotale NG zakoupený francouzským letectvem

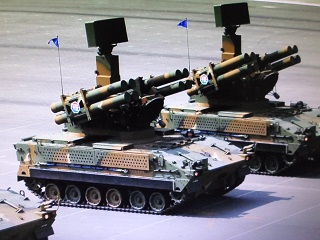
Jihokorejská verze systému K-SAM

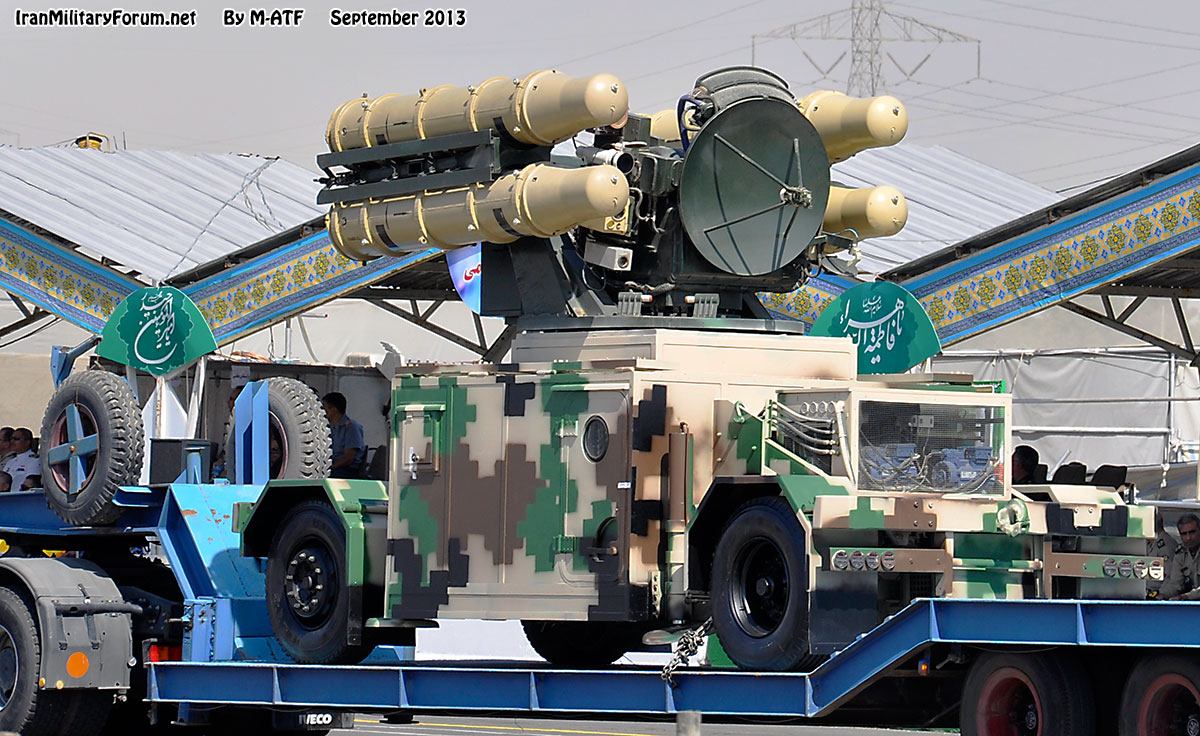
Íránský derivát systému

  - Bahrajnská armáda – 7 kusů.[6] Základní verze Crotale.[1]

- Egypt
  - Egyptská armáda – Základní verze Crotale.[1]

- Finsko
  - Finská armáda – 20 kompletů Crotale NG.[1]

- Francie
  - Francouzské námořnictvo – torpédoborce tříd Tourville (Crotale NC, později Crotale EDIR) a Georges Leygues (Crotale EDIR) a lehké fregaty třídy La Fayette (Crotale CN2).
  - Francouzské letectvo – 20 čet Crotale, 20 kompletů Crotale NG.[1]

- Írán – Nelicenční kopie čínského systému HQ-7, což je nelicenční kopie francouzského originálu.

- Jižní Korea – 114 kompletů derivátu K-SAM Pegasus.[1]

- Omán
  - Ománské královské námořnictvo – korvety třídy Qahir (Crotale NG)

- Pákistán
  - Pákistánské letectvo – Základní verze Crotale.[1]

- Řecko
  - Řecká armáda – 9 kompletů Crotale NG.[1]
  - Řecké námořnictvo – 2 komplety Crotale NG.[1]

- Saúdská Arábie – Shanine, Crotale NG.[1]

- Spojené arabské emiráty

- Ukrajina[7]

### Bývalí
- Chile
  - Chilské letectvo

- Irák
  - Irácké letectvo – 20 kusů

- Jižní Afrika – Základní verze Cactus.[1]

- Libye
  - Libyjské letectvo – Základní verze Crotale.[1]

- Maroko
  - Marocká královská armáda

- Portugalsko
  - Portugalská armáda

### Uživatelé nelicenčních kopií
- Čína

## Hlavní technické údaje (R.440)
- Hmotnost: 85 kg
- Délka: 2,89 m
- Průměr 0,15 m
- Rozpětí: 0,53 m
- Rychlost: 2,3 M
- Dosah: 
  - VT-1: 11 km
  - Mk.3: 16 km
- Dostup: 
  - VT-1: 6 000 m
  - Mk.3: 9 000 m